# Uranienborg
 Ikke at forveksle med Uranienborg (Oslo).
 Der er for få eller ingen kildehenvisninger i denne artikel, hvilket er et problem. Du kan hjælpe ved at angive troværdige kilder til de påstande, som fremføres i artiklen.

Uranienborg var et af Tycho Brahes observatorier på øen Hven i Øresund, opført omkring 1580. Øen blev givet til Tycho Brahe af kong Frederik 2. netop med henblik på astronomisk udforskning. Bygningen, der var stærkt inspireret af hollandsk arkitektur, var i store træk en kopi af villaen Rotonda tegnet af Palladio og beliggende ved Vicenza.
Et kvadrat af mure, 75 meter lange og 5,5 meter høje, dannede rammerne om Uranienborg. Med stor præcision var murenes hjørner placeret i retning af verdenshjørnerne. Indenfor murene lå en have udformet af Tycho Brahe selv. Geometriske former gik igen i haven som bestod af både blomster-, frugt- og urtehaver.
Sveriges lantbruksuniversitet udfører stadig en omfattende rekonstruktion af haven.
Midt i en åben cirkelformet flade stod Uranienborgs hovedbygning, smukt udført i rødt tegl med flotte dekorationer. Centralbygningen udgjorde beskedne 15 × 15 meter i flere plan; 2 hovedetager, kælder og loft. Uranienborg blev muligvis også brugt som beboelse for Tycho Brahe og hans familie, men det kan også være at de boede på Kongsgården på nabogrunden. Endvidere var der plads til kongeligt besøg, tre gæsteforskere, otte studerende, et laboratorium, viktualier, mm. 
Astronomiske observationer var Uranienborgs vigtigste formål, hvorfor samtlige balkoner og tårne kunne fungere som platform for de mange instrumenter til formålet. Man kunne med placeringen af bygningen observere det meste af himlen.
Uranienborg blev på kongelig befaling revet ned i 1650 og materialerne brugt til andre formål.